# Marienlundsvej (Aarhus)
 Ikke at forveksle med Marienlunds Allé (Aarhus).
 Der er flere lokaliteter med dette navn, se Marienlundsvej.
Marienlundsvej i Aarhus er en skovvej mellem Dronning Margrethes Vej ved bydelen Trøjborg og Østre Skovvej i Riis Skov. Ved Østre Skovvej ligger Riis Skov-pavillonen (opført i 1869) der i dag fungerer som Aarhus Vandrerhjem. Følger man skovvejen rundt i svinget, bliver den til Salonvejen og går i retning af stranden og Aarhus Bugten.
I Marienlundsvejs modsatte ende, ved Marienlund og Dronnings Margrethes Vej, finder man en iskiosk beliggende under skovens træer.